# Ванда Сигюргейрсдоуттир
Хадльдоура Ванда Сигюргейрсдоуттир (исл. Halldóra Vanda Sigurgeirsdóttir; род. 28 июня 1965, Сёйдауркроукюр) — исландская спортсменка, выступавшая за женскую сборную Исландии по футболу и женскую сборную Исландии по баскетболу. Президент Федерации футбола Исландии с октября 2021 года, первая женщина на этой должности.

## Биография
За женскую сборную Исландии по баскетболу сыграла 9 игр в 1989—1991 годах, вместе с командой выиграла бронзу на IV Играх малых государств Европы в Андорре.
За женскую сборную Исландии по футболу провела 37 матчей, а в 1997—1998 годах руководила женской сборной Исландии по футболу.
В 2001 году стала первой женщиной в истории Исландии, ставшей тренером мужской футбольной команды клуба Neisti Hofsós в порту Хофсоус.
В октябре 2021 года стала президентом Федерации футбола Исландии, первой женщиной на этой должности.